# Ornebius barbicornis
Ornebius barbicornis är en insektsart som först beskrevs av Strohecker 1953.  Ornebius barbicornis ingår i släktet Ornebius och familjen Mogoplistidae. Inga underarter finns listade i Catalogue of Life.